# Lepturges figuratus
Lepturges figuratus es una especie de escarabajo longicornio del género Lepturges, categorizada en la tribu Acanthocinini, de la subfamilia Lamiinae. Fue descrita por Pascoe en 1866.

## Descripción
Mide 6,75 mm de longitud.

## Distribución
Se distribuye por Colombia, Costa Rica, Nicaragua, Panamá y Venezuela.